# Günter Sinn
Günter Sinn (* 1930 in Ludwigshafen am Rhein; † 13. März 2011 in Bad Vilbel) war ein deutscher Landschaftsarchitekt und Sachbuchautor.

## Leben und Wirken
Günter Sinn absolvierte eine Gärtnerlehre und studierte an der Staatlichen Lehr- und Forschungsanstalt für Gartenbau, Weihenstephan.
Als Garten- und Landschaftsarchitekt gründete der aus dem Siegerland (Stationen u. a. Wilnsdorf, Erndtebrück) stammende Günter Sinn 1984 die Arbeitsstelle für Baumstatik (AfB), ein Baumkontroll- und Sachverständigenbüro mit Sitz im Südhessischen Bad Vilbel, welches sich u. a. mit Baumpflege, Verkehrssicherheit von Bäumen und Baumwertermittlung beschäftigte. Nach seinem Tod wird das Büro von seinem Sohn Thomas in Niddatal-Assenheim fortgeführt.
Parallel zu anderen Arboristen wie Werner Koch, Claus Mattheck und Lothar Wessolly beschäftigte er sich seit den 1980er Jahren mit der Entwicklung zerstörungsfreier Verfahren zur Baumkontrolle und Baumpflege wie der Elasto-Inclino-Methode (Wessolly) und der AfB-Methode (Sinn). Im Bereich der Baumkronensicherung stellt er in dem 2009 erschienenen Taschenbuch die Verwendung von Polyester-Gurtband- und Hohltausystemen zur Gewährleistung der Verkehrssicherheit von augenscheinlich geschädigten oder gefährdeten Park-, Straßen- und Stadtbäumen vor.

## Auszeichnungen
- 1991 Hans-Bickel-Preis[2] (Verleihung durch den Verband der Weihenstephaner Ingenieure für Gartenbau und Landschaftsarchitektur)

## Schriften
- Berechnungen zur Statik von Parkbäumen. Stuttgarter Verlagskontor SVK, 1982
- Standsicherheit von Straßenbäumen. SVK, 1985
- Kipp- und Bruchgefahr älterer Straßenbäume. SVK, 1985
- Untersuchungen zur Kippursache von Eichen im Riederwald Frankfurt, M. SVK, 1990
- Auswirkungen der Grundwasserabsenkung auf den Baumbestand eines Friedhofes. SVK, 1990
- Baumstatik – Stand- und Bruchsicherheit von Bäumen an Straßen, in Parks und der freien Landschaft. Haymarket Media (früher Thalacker Medien), Braunschweig 2003, ISBN 978-3-87815-200-2
- Baumkronensicherungen. Verlag Eugen Ulmer, Stuttgart 2009, ISBN 978-3-8001-5880-5